# Artūrs Karašausks
Artūrs Karašausks (* 29. ledna 1992, Riga) je lotyšský fotbalový útočník, od srpna 2016 působící v klubu FC Wil. Mimo Lotyšsko působil na klubové úrovni v Rusku, Polsku a na Ukrajině. Je bývalým mládežnickým a současným seniorským reprezentantem Lotyšska.

## Klubová kariéra
Svoji fotbalovou kariéru začal v týmu JFC Skonto, kde prošel všemi mládežnickými kategoriemi.

### JFK Olimps/RFS
V roce 2008 přestoupil do mužstva JFK Olimps, kde působil do roku 2009. Celkem za tým nastoupil k 18 střetnutím, ve kterých se 10x gólově prosadil.

### Skonto Riga
Před sezonou 2009 se vrátil do Skonta, kde ve zmíněném ročníku získal s týmem mistrovský titul. Na podzim 2010 hostoval v ukrajinském FK Dněpr Dněpropetrovsk, odkud se v zimě 2010/11 vrátil do svého mateřského klubu, se kterým získal ve druhé polovině ročníku Lotyšský fotbalový pohár. Následoval další hostování, tentokrát v jiném lotyšském klubu FB Gulbene. V sezoně 2013 se stal se 16 brankami společně s Andrejsem Kovaļovsem (tehdy FC Daugava) nejlepším střelcem Virslīgy. Tento úspěch mu pomohl k následnému angažmá v Rusku, kde hostoval v FK Rubinu Kazani. Po podzimu 2015 stráveném opět ve Skontu, zamířil v lednu 2016 hostovat do polského Piastu Gliwice. Na konci dubna 2016 se vrátil zpět do svého mateřského klubu.

### FK Dněpr Dněpropetrovsk (hostování)
Před sezonou 2010/11 zamířil na hostování do klubu FK Dněpr Dněpropetrovsk. Za tým vstřelil dva góly v deseti zápasech.

### FB Gulbene (hostování)
V létě 2012 se stal novou posilou FB Gulbene, kam odešel na půl roku hostovat. Odehrál zde 15 střetnutí, v nichž 1x rozvlnil síť.

### FK Rubin Kazaň (hostování)
Před jarní částí ročníku 2013/14 odešel na hostování do Ruska, do klubu FK Rubin Kazaň. Působil zde půl roku, ale během této doby nenaskočil do žádného soutěžního utkání.

### Piast Gliwice (hostování)
V lednu 2016 zamířil na půlroční hostování s opcí na přestup do Piastu Gliwice, tou dobou vedoucího týmu polské Ekstraklasy. V Ekstraklase za Piast debutoval v ligovém utkání 26. kola (4. 3. 2016) proti Wisłe Kraków (remíza 1:1), když v 85. minutě vystřídal Pawła Moskwika. Na konci dubna 2016 mu bylo předčasně ukončeno hostování a vrátil se zpět do Skonta. Celkem za tým během jarní části ročníku odehrál 2 zápasy, gól v nich nedal.

### FC Wil
V srpnu 2016 se stal novou posilou švýcarského týmu FC Wil, kde podepsal kontrakt do léta 2019.

## Reprezentační kariéra
Artūrs Karašausks je bývalým mládežnickým reprezentantem Lotyšska. Nastupoval postupně za výběry U17, U19 a U21.
V A-mužstvu Lotyšska debutoval 5. 6. 2010 v přátelském utkání v anglickém městě Milton Keynes proti reprezentaci Ghany (prohra 0:1).